# Lijst van rijksmonumenten in Bergen (Noord-Holland)
De plaats Bergen (Noord-Holland) telt 60 inschrijvingen in het rijksmonumentenregister. Hieronder een overzicht.
| Object                                                                  | Oorspronkelijke functie?  | Bouwjaar             | Architect                                   | Locatie                       | Coördinaten?                  | Nr.?   | Afbeelding                  |
| ----------------------------------------------------------------------- | ------------------------- | -------------------- | ------------------------------------------- | ----------------------------- | ----------------------------- | ------ | --------------------------- |
| Vlerken                                                                 | Woonhuis                  | 1921                 | P.L. Kramer                                 | Buerweg 19                    | 52° 39' 53" NB, 4° 40' 60" OL | 46531  | Meer afbeeldingen           |
| Meerhoek                                                                | Woonhuis                  | 1917-18              | C.J.Blaauw                                  | Lijtweg 11                    | 52° 39' 50" NB, 4° 41' 49" OL | 46532  | Meer afbeeldingen           |
| Villa                                                                   | Woonhuis                  | 1917-18              | J.F.Staal                                   | Lijtweg 13                    | 52° 39' 50" NB, 4° 41' 52" OL | 46533  | Meer afbeeldingen           |
| Villa                                                                   | Woonhuis                  | 1917-18              | J.F.Staal                                   | Lijtweg 15                    | 52° 39' 50" NB, 4° 41' 53" OL | 46534  | Meer afbeeldingen           |
| Villa                                                                   | Woonhuis                  | 1917-18              | J.F.Staal                                   | Lijtweg 17                    | 52° 39' 50" NB, 4° 41' 54" OL | 46535  | Meer afbeeldingen           |
| Brug                                                                    | Tuin, park en plantsoen   | 1917                 | P.L. Kramer                                 | Meerweg bij 1                 | 52° 39' 52" NB, 4° 41' 49" OL | 46536  | Meer afbeeldingen           |
| Brug                                                                    | Tuin, park en plantsoen   | 1917                 | P.L. Kramer                                 | Meerweg bij 3                 | 52° 39' 52" NB, 4° 41' 49" OL | 46537  | Meer afbeeldingen           |
| De Ark                                                                  | Woonhuis                  | 1917-18              | J.F.Staal                                   | Meerwijklaan 1                | 52° 39' 53" NB, 4° 41' 56" OL | 46538  | Meer afbeeldingen           |
| Beek en Bosch                                                           | Woonhuis                  | 1917-18              | C.J.Blaauw                                  | Meerwijklaan 2                | 52° 39' 52" NB, 4° 41' 54" OL | 46539  | Meer afbeeldingen           |
| Meerlhuis                                                               | Woonhuis                  | 1917-18              | Margaret Kropholler                         | Meerwijklaan 5                | 52° 39' 51" NB, 4° 41' 55" OL | 46540  | Meer afbeeldingen           |
| Gemetselde boogbrug                                                     | Tuin, park en plantsoen   | 1917                 | M. Kropholler                               | Meerwijklaan bij 5            | 52° 39' 52" NB, 4° 41' 55" OL | 46541  | Meer afbeeldingen           |
| Mezennest                                                               | Woonhuis                  | 1917-18              | Margaret Kropholler                         | Meerwijklaan 7                | 52° 39' 51" NB, 4° 41' 55" OL | 46542  | Meer afbeeldingen           |
| Dubbelvilla                                                             | Woonhuis                  | 1917-18              | G.F. La Croix                               | Meerwijklaan 4-6              | 52° 39' 51" NB, 4° 41' 53" OL | 46543  | Meer afbeeldingen           |
| De Bark                                                                 | Woonhuis                  | 1917-18              | J.F.Staal                                   | Studler van Surcklaan 15      | 52° 39' 54" NB, 4° 41' 54" OL | 46544  | Meer afbeeldingen           |
| Boschkant                                                               | Woonhuis                  | 1917-18              | C.J.Blaauw                                  | Studler van Surcklaan 17      | 52° 39' 53" NB, 4° 41' 53" OL | 46545  | Meer afbeeldingen           |
| De Hut                                                                  | Woonhuis                  | 1917-18              | Piet Kramer                                 | Studler van Surcklaan 21      | 52° 39' 53" NB, 4° 41' 51" OL | 46546  | Meer afbeeldingen           |
| 't Oude Hof: hoofdgebouw                                                | Kasteel, buitenplaats     | 1600-1700            |                                             | Eeuwigelaan 1                 | 52° 39' 52" NB, 4° 41' 25" OL | 512267 | Meer afbeeldingen           |
| 't Oude Hof: historische tuin- en parkaanleg                            | Tuin, park en plantsoen   | 1650-1700            |                                             | Eeuwigelaan bij 1             | 52° 39' 54" NB, 4° 41' 14" OL | 512269 | Meer afbeeldingen           |
| 't Oude Hof: toegangsbrug met hek                                       | Tuin, park en plantsoen   | 1900-1950            |                                             | Eeuwigelaan bij 1             | 52° 39' 53" NB, 4° 41' 24" OL | 512274 | Meer afbeeldingen           |
| 't Oude Hof: inrijpoort                                                 | Tuin, park en plantsoen   | 1850-1900            |                                             | Eeuwigelaan bij 1             | 52° 40' 1" NB, 4° 41' 32" OL  | 512275 | Meer afbeeldingen           |
| 't Oude Hof: moestuin met tuinmuur en kas                               | Tuin, park en plantsoen   | 1750-1800            |                                             | Eeuwigelaan bij 1             | 52° 39' 52" NB, 4° 41' 24" OL | 512276 | Meer afbeeldingen           |
| 't Oude Hof: tuinmanshuisje                                             | Bijgebouwen kastelen enz. | 1750-1800            |                                             | Eeuwigelaan bij 1             | 52° 39' 52" NB, 4° 41' 25" OL | 512277 | 't Oude Hof: tuinmanshuisje |
| 't Oude Hof: boogbruggetje                                              | Tuin, park en plantsoen   | 1900-1950            |                                             | Eeuwigelaan bij 1             | 52° 39' 52" NB, 4° 41' 24" OL | 512278 | Meer afbeeldingen           |
| 't Oude Hof: het melkbruggetje                                          | Tuin, park en plantsoen   | 1900-1950            |                                             | Eeuwigelaan bij 1             | 52° 39' 52" NB, 4° 41' 24" OL | 512279 | Meer afbeeldingen           |
| 't Oude Hof: brug met sluisje                                           | Tuin, park en plantsoen   | 1850-1900            |                                             | Eeuwigelaan bij 1             | 52° 39' 54" NB, 4° 41' 14" OL | 512280 | Meer afbeeldingen           |
| 't Oude Hof: zwarte schuur met teerpaal                                 | Bijgebouwen kastelen enz. | 1851                 |                                             | Eeuwigelaan 7                 | 52° 39' 54" NB, 4° 41' 17" OL | 512281 | Meer afbeeldingen           |
| 't Oude Hof: boerderij/koetshuis                                        | Bijgebouwen kastelen enz. | 1851                 |                                             | Eeuwigelaan 5                 | 52° 39' 54" NB, 4° 41' 22" OL | 512282 | Meer afbeeldingen           |
| Westerwolde: westerwolde                                                | Woonhuis                  | 1920                 |                                             | Eeuwigelaan 10                | 52° 40' 3" NB, 4° 41' 15" OL  | 520718 | Meer afbeeldingen           |
| Westerwolde: garage, behorende bij villa 'Westerwolde'                  | Opslag                    | 1920                 |                                             | Eeuwigelaan bij 10            | 52° 40' 3" NB, 4° 41' 15" OL  | 520719 | Meer afbeeldingen           |
| Westerwolde: tuinhuisje                                                 | Tuin, park en plantsoen   | 1926                 | J.W. Hanrath                                | Eeuwigelaan bij 10            | 52° 40' 3" NB, 4° 41' 15" OL  | 520720 | Meer afbeeldingen           |
| Kunstzaal                                                               | Welzijn, kunst en cultuur | 1928                 | A.C. Klomp                                  | Boendermakerhof 10            | 52° 39' 55" NB, 4° 42' 34" OL | 520727 | Meer afbeeldingen           |
| Woonhuis met erfafscheiding                                             | Woonhuis                  | 1923                 | H.F. Symons                                 | Breelaan 40                   | 52° 40' 22" NB, 4° 41' 55" OL | 520728 | Woonhuis met erfafscheiding |
| Huize Kinheim                                                           | Woonhuis                  | 1906                 |                                             | Breelaan 55                   | 52° 40' 23" NB, 4° 41' 48" OL | 520729 | Huize Kinheim               |
| Duinvermaak                                                             | Horeca                    | 1913                 |                                             | Breelaan 132                  | 52° 40' 39" NB, 4° 41' 32" OL | 520730 | Duinvermaak                 |
| Dokterswoning met erfafscheiding                                        | Dienstwoning              | 1933                 | M. Cijffers                                 | Dorpsstraat 34                | 52° 40' 5" NB, 4° 42' 8" OL   | 520731 | Meer afbeeldingen           |
| Villa                                                                   | Woonhuis                  | 1931                 | Anthonie Pieter Smits Cornelis van de Linde | Guurtjeslaan 24               | 52° 40' 23" NB, 4° 41' 34" OL | 520732 | Upload foto                 |
| Busgarage Schalkwijk                                                    | Transport                 | 1931-1932            | D. Brouwer                                  | Prins Hendriklaan 5, 7, 9, 11 | 52° 40' 15" NB, 4° 42' 15" OL | 520733 | Busgarage Schalkwijk        |
| Winkelwoonhuis                                                          | Winkel                    | 1922-1923            | A. Eibink en J.A. Snellebrand               | Jan Oldenburglaan 4           | 52° 40' 14" NB, 4° 42' 7" OL  | 520734 | Meer afbeeldingen           |
| De Zuilenhof                                                            | Horeca                    | 1879                 |                                             | Oude Bergerweg 2              | 52° 39' 57" NB, 4° 42' 37" OL | 520735 | Meer afbeeldingen           |
| Het Huis met de Pilaren                                                 | Winkel                    | 1921                 |                                             | Raadhuisstraat 10             | 52° 40' 8" NB, 4° 42' 2" OL   | 520736 | Meer afbeeldingen           |
| De Reigertoren                                                          | Woonhuis                  | 1918-1919            |                                             | Rondelaan 2                   | 52° 40' 7" NB, 4° 41' 33" OL  | 520737 | Meer afbeeldingen           |
| Van Reenenschool                                                        | Onderwijs en wetenschap   | 1931                 |                                             | Spaansepad 1                  | 52° 40' 2" NB, 4° 41' 52" OL  | 520738 | Meer afbeeldingen           |
| Vincent                                                                 | Werk-woonhuis             | 1927                 |                                             | Vincent van Goghweg 10        | 52° 39' 52" NB, 4° 40' 41" OL | 520739 | Upload foto                 |
| Voormalige atelierwoning                                                | Werk-woonhuis             | 1921                 |                                             | Buerweg 21                    | 52° 39' 53" NB, 4° 40' 58" OL | 520740 | Voormalige atelierwoning    |
| Huize Kranenburg                                                        | Woonhuis                  | 1882                 |                                             | Hoflaan 26                    | 52° 40' 6" NB, 4° 41' 43" OL  | 520741 | Meer afbeeldingen           |
| Villa met erfafscheiding                                                | Woonhuis                  | 1890                 |                                             | Hoflaan 1                     | 52° 40' 7" NB, 4° 41' 57" OL  | 520745 | Villa met erfafscheiding    |
| Oude Raedhuis                                                           | Bestuursgebouw en onderdl | 1903                 |                                             | Raadhuisstraat 4              | 52° 40' 8" NB, 4° 41' 60" OL  | 520746 | Meer afbeeldingen           |
| Dorpshuis                                                               | Woonhuis                  | 1850                 |                                             | Raadhuisstraat 2              | 52° 40' 8" NB, 4° 41' 60" OL  | 520747 | Meer afbeeldingen           |
| Bijgebouw                                                               | Gebouw                    | 1917-1918            |                                             | Studler van Surcklaan bij 21  | 52° 39' 53" NB, 4° 41' 51" OL | 522861 | Meer afbeeldingen           |
| 't Oude Hof: poort                                                      | Bijgebouwen kastelen enz. | 1650-1700            |                                             | Eeuwigelaan bij 1             | 52° 39' 52" NB, 4° 41' 25" OL | 528690 | Upload foto                 |
| Omgracht terrein met enige oude brugbogen                               | Tuin, park en plantsoen   |                      |                                             | Eeuwigelaan bij 1Ongd         | 52° 39' 54" NB, 4° 41' 14" OL | 9037   | Upload foto                 |
| Pand onder zadeldak                                                     | Werk-woonhuis             |                      |                                             | Kerkstraat 3                  | 52° 40' 9" NB, 4° 42' 3" OL   | 9038   | Pand onder zadeldak         |
| Damlandermolen                                                          | Industrie- en poldermolen | ca. 1700             |                                             | Meerweg 24                    | 52° 39' 34" NB, 4° 41' 40" OL | 9039   | Meer afbeeldingen           |
| Pand met trapgevel                                                      | Woonhuis                  | 1655 (jaartalankers) |                                             | Oude Prinsweg 21              | 52° 40' 11" NB, 4° 41' 59" OL | 9040   | Meer afbeeldingen           |
| Ruïnekerk                                                               | Kerk en kerkonderdeel     | 15e eeuw             |                                             | Raadhuisstraat 1              | 52° 40' 10" NB, 4° 42' 1" OL  | 9041   | Meer afbeeldingen           |
| Toren van de Ruïnekerk                                                  | Kerk en kerkonderdeel     |                      |                                             | Raadhuisstraat bij 1          | 52° 40' 10" NB, 4° 42' 1" OL  | 9042   | Meer afbeeldingen           |
| Pand met klokgevel                                                      | Woonhuis                  | 1787                 |                                             | Raadhuisstraat 10             | 52° 40' 8" NB, 4° 42' 2" OL   | 9043   | Meer afbeeldingen           |
| Stolphoeve                                                              | Boerderij                 | 18e eeuw             |                                             | Sluislaan 15                  | 52° 39' 47" NB, 4° 41' 15" OL | 9044   | Meer afbeeldingen           |
| Philisteinse Molen                                                      | Industrie- en poldermolen | 1897                 |                                             | Voert 5                       | 52° 39' 4" NB, 4° 40' 51" OL  | 9045   | Meer afbeeldingen           |
| Stolpboerderij onder hoogopgaand rieten stolpdak, deels met pannen voet | Boerderij                 | 18e eeuw             |                                             | Wiertdijkje 5                 | 52° 39' 47" NB, 4° 40' 25" OL | 9046   | Meer afbeeldingen           |